# Orinocosa guentheri
Orinocosa guentheri là một loài nhện trong họ Lycosidae.
Loài này thuộc chi Orinocosa. Orinocosa guentheri được Mary Agard Pocock miêu tả năm 1899.